# Marian Ośniałowski

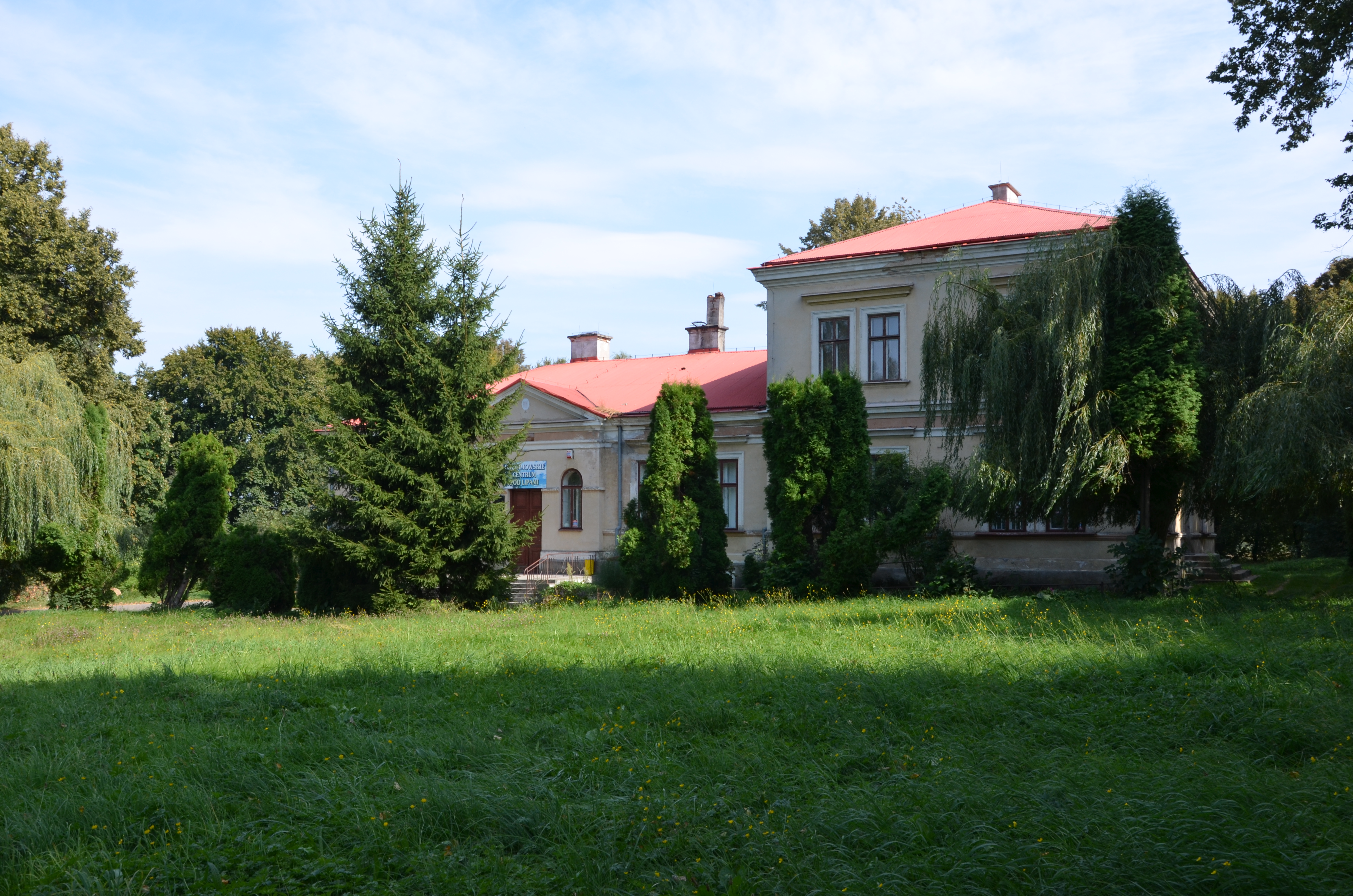
Dwór Ośniałowskich w Chocimowie, rodzinny dom poety

Marian Ośniałowski (ur. 28 września 1920 w Chocimowie, zm. 5   lub 12 grudnia 1966 w Paryżu) – polski poeta pokolenia „Współczesności” , zaliczany także do grona poetów wyklętych , aktor.

## Życiorys
Marian Ośniałowski urodził się w dworze w Chocimowie, jego rodzicami byli Gustaw i Maria z Cichowskich. Miał czworo rodzeństwa: siostry Ludmiłę, Marię i Różę oraz brata Andrzeja.
Odebrał edukację domową od nauczycielki z Francji. Uczęszczał do gimnazjum w Krakowie, gdzie również zdał maturę. 
W czasie II wojny światowej, po przejęciu rodzinnego majątku przez Niemców, Ośniałowski wyjechał do siostry Róży, która mieszkała w Warszawie. Tamże został aresztowany przez Gestapo podczas łapanki, został uwięziony na Pawiaku. Po opuszczeniu więzienia ukrywał się w Świętokrzyskiem, w 1944 roku powrócił do Warszawy, gdzie brał udział w Powstaniu Warszawskim.
Podjął studia w PWST w Łodzi, jednak ich nie ukończył. Otrzymał dyplom po egzaminie eksternistycznym.
Po II wojnie światowej pracował jako sprzedawca kwiatów, murarz, tragarz, uczył języka francuskiego.
W 1961 roku otrzymał od Francuskiego Centrum Kulturalnego roczne stypendium we Francji, gdzie po odmowie przedłużenia paszportu pozostał do końca życia.
Otrzymał Nagrodę Fundacji im. Kościelskich w 1965 roku.
Zmarł śmiercią samobójczą po zażyciu barbituranów w paryskim Lasku Bulońskim.

## Tomiki poezji
- Kontrasty (1958)[7]
- Suita cygańska (1959)[7]
- Mam na sprzedaż tylko serce (1976)[7]
- Wiersze i proza (2008)[2]